# Симфония в белом № 2: девушка в белом
«Симфония в белом № 2: девушка в белом» (англ. Symphony in White, No. 2: The Little White Girl, в русской интерпретации: Молодая девушка в белом, Девушка в белом (малая), Маленькая девушка в белом, Маленькая белая девочка) — картина американского художника Джеймса Уистлера, написанная в 1864 году. С 1951 года хранится в британской галерее Тейт.
Натурщицей для работы стала возлюбленная художника Джоанна Хиффернан. Первоначально картина носила название «Девушка в белом», но позже Уистлер изменил название на «Симфония в белом № 2», как более отражающее его видение концепции «искусство ради искусства». На картине изображена в три четверти девушка, стоящая у камина, над которым висит зеркало. Девушка одета в белое платье и держит в руке утива — традиционный японский веер. Хотя художник и его модель не были женаты, на безымянном пальце её левой руки кольцо — аллюзия к христианскому таинству брака. Подобным образом Уистлер подчеркнул лежащую в основе его работы эстетическую философию, которая провозглашает независимость искусства от этических, социальных и повествовательных аспектов.
К оригинальной раме картины была прикреплена табличка из сусального золота со стихотворением «Перед зеркалом» поэта Алджернона Суинберна, друга Уистлера. Стихотворение было вдохновлено картиной, и для Уистлера это означало, что изобразительное искусство не обязано подчиняться литературе. Хотя ключи к пониманию значения и символизма картины весьма немногочисленны, критики находят в ней аллюзии на работы Жана Энгра, а также усматривают влияние японизма — художественного течения, популярного в то время.

## История
Уистлер написал картину зимой 1864 года, а в следующем году картина была принята на выставку в Королевской академии художеств, хотя ранее, в 1862 году, жюри выставки отклонило работу «Симфония в белом № 1» — предшественницу «Симфонии в белом № 2». Английские критики отнеслись к работе отрицательно, называя её «странной» и «вообще грязно-серой». Но много позже, в 1900 году, она была выставлена на Всемирной выставке в Париже, где Уистлер получил гран-при.
Первым владельцем картины стал производитель обоев Джон Поттер, — друг и покровитель Уистлера, купивший её в 1865 году за 150 фунтов стерлингов. В 1893 году Поттер продал полотно за 1400 £ художнику Артуру Студду (1863—1919). Позже, коллекционер Чарльз Фрир предложил Студду 250 000 £ за три картины: «Симфонии в белом № 2», «Ноктюрн: в голубом и серебряном — огни Креморна» и «Ноктюрн в чёрном и золотом — огненное колесо». Но тот отклонил предложение, завещав все три картины, против желания Уистлера, Лондонской национальной галерее, куда они были переданы после его смерти в 1919 году. С 1951 года картина хранится в галерее Тейт.

## Стихотворение Суинберна
В 1862 году Уистлер познакомился с английским поэтом Алджерноном Суинберном, с которым они позже подружились. Вдохновлённый «Симфонией в белом № 2», Суинберн написал стихотворение «Перед зеркалом», которое, выгравированное на табличке из сусального золота, было закреплено на раме картины самим Уистлером. Идею Уистлер позаимствовал у Россетти, который наклеил золотую табличку со своим стихотворением на рамку своей картины «Юность Девы Марии» (1849). Для Уистлера это стихотворение лишний раз подтверждало его идею об автономной природе живописи, того, что художники — не просто иллюстраторы, а что и живопись может стать источником вдохновения для поэзии, а не только наоборот.
Однако в то время распространилось заблуждение, что картина была создана под впечатлением стихотворения Суинберна. Написав в газету опровергающее этот факт письмо, Уистлер, тем не менее, уважительно отозвался о работе поэта: «эти строки, которые он написал, были написаны в моей студии только после окончания работы над картиной. И написание их было редкой и любезной данью поэта художнику — благородное признание произведения с помощью создания произведения ещё более благородного». Суинберн, в свою очередь, ответил на комплимент: «… какими бы ни были достоинства моей песни, она не настолько совершенна по красоте, нежности и содержанию, по изысканности исполнения и хрупкой силе, как картина Уистлера…»

## Сюжет и интерпретация
Уистлера, особенно в поздний период творчества, возмущала мысль, что его картины должны иметь какое-то значение помимо того, что можно было увидеть на холсте. Он был известен как один из главных сторонников философии «искусство ради искусства». Развитию этой философии он во многом обязан Суинберну, который впервые описал её в своей книге «Уильям Блейк: критическое эссе» 1868 года. Позже Уистлер начал называть «Девушку в белом» «Симфонией в белом, № 2». По аналогии с музыкой он хотел подчеркнуть свою философию, что главной является сама композиция, а не изображаемый предмет. 
Одним из наиболее заметных элементов картины является кольцо на безымянном пальце модели, которое было сознательно добавлено Уистлером: его не было в картине «Симфония в белом № 1». Хотя он и Хиффернан не были женаты, кольцо демонстрировало то, как менялось со временем представление художником своей модели: от «проститутки» в картине «Уоппинг» до «любовницы» в «Симфонии в белом № 1» и, наконец, «жены» в «Симфонии в белом № 2». В то же время это развитие отражало представление Уистлера о своей позиции в мире английского искусства: движения к большей легитимности. Кольцо также является аллюзией на христианское таинство брака, придающее религиозный аспект эстетизму, который он и Суинберн пытались развить.
На картине «Симфония в белом № 2» видно, что Уистлер явно отходит от реализма французского художника Гюстава Курбе, ранее оказывавшего на него сильное влияние. В работе с помощью «мягких, прозрачных штрихов и плотных, энергичных мазков» показан контраст мягких округлых фигур с более жёсткими геометрическими формами.
В поиске источников вдохновения для картины критики выдвигали различные версии. Её сравнивали с работами Жана Энгра. Хотя картина Уистлера во многом отличалась от работ Энгра, он, тем не менее, был поклонником французского художника и вдохновлялся его искусством. Утива, — традиционный японский веер в руке модели и ваза на каминной полке — восточные элементы — свидетельствуют о влиянии японизма, — популярного течения в европейском искусстве того времени. В современном обзоре в газете The Times говорится, что «Мысль и страсть скрыты за простотой, что придаёт им не поддающуюся определению привлекательность». Искусствовед Хилтон Крамер видит в портретах Уистлера очарование и комбинацию ремесленных и наблюдательных навыков, которых не хватало его пейзажам.